# Habay-la-Vieille
Habay-la-Veille (Waals: Habâ-la-Viè of Li viye Habâ, Luxemburgs/Duits: Al(t) Habich) is een deelgemeente van Habay in de Belgische provincie Luxemburg. Het station Habay bevindt zich in deze plaats.

## Geschiedenis
De plaats was onderdeel van het graafschap Chiny tot aan de 18de eeuw en daarna onderdeel van het hertogdom Luxemburg. In de 17de eeuw stierf 70% van de bevolking aan de pest van 1636 en als gevolg van de Dertigjarige Oorlog.

## Demografische ontwikkeling
- Bronnen:NIS, Opm:1831 tot en met 1970=volkstellingen

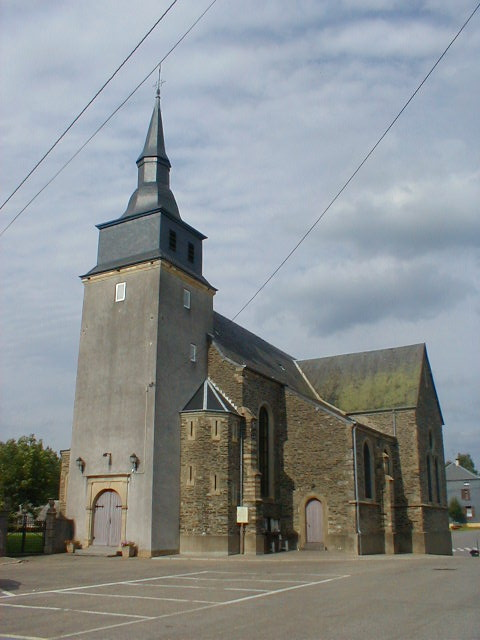
de kerk van Habay-la-Veille

Deelgemeenten: Anlier · Habay-la-Neuve · Habay-la-Vieille · Hachy · Houdemont · Rulles

Overige dorpen: Harinsart · Marbehan · Nantimont · Orsainfaing · Pont d'Oye

Belgische gemeenten · Arrondissement Virton · Luxemburg · Wallonië